# Strandpromenaden, Visby
Strandpromenaden är en cirka fem kilometer lång promenad- och cykelväg som går längs kusten i norra Visby. Den sträcker sig från Kallbadhuset till Snäckstranden. På sin väg mot norrut längs stranden passerar den Kruttornet, Fiskarporten, Kärleksporten, Jungfrutornet och Snäckgärdsporten. Promenaden är asfalterad hela vägen någon meter från strandkanten och ringmuren. Under sommaren är den en populär plats för grillning, solning och picknickar. Strandpromenaden ligger bara ett stenkast från Almedalen och Botaniska trädgården.
År 2008 invigdes renoveringen av södra delen av promenaden och under 2009 den norra delen med bland annat ny asfaltsbeläggning, grillplats, bänkar och belysning. Den 5 juni 2011 avtäcktes en självbrännande spiralformad skulptur som byggts och bränts på plats på Strandpromenaden. Skulpturen är byggd i stengodslera och tillverkad av föreningen Nya tekniker för keramisk skulptur (Nyteks).

## Bilder

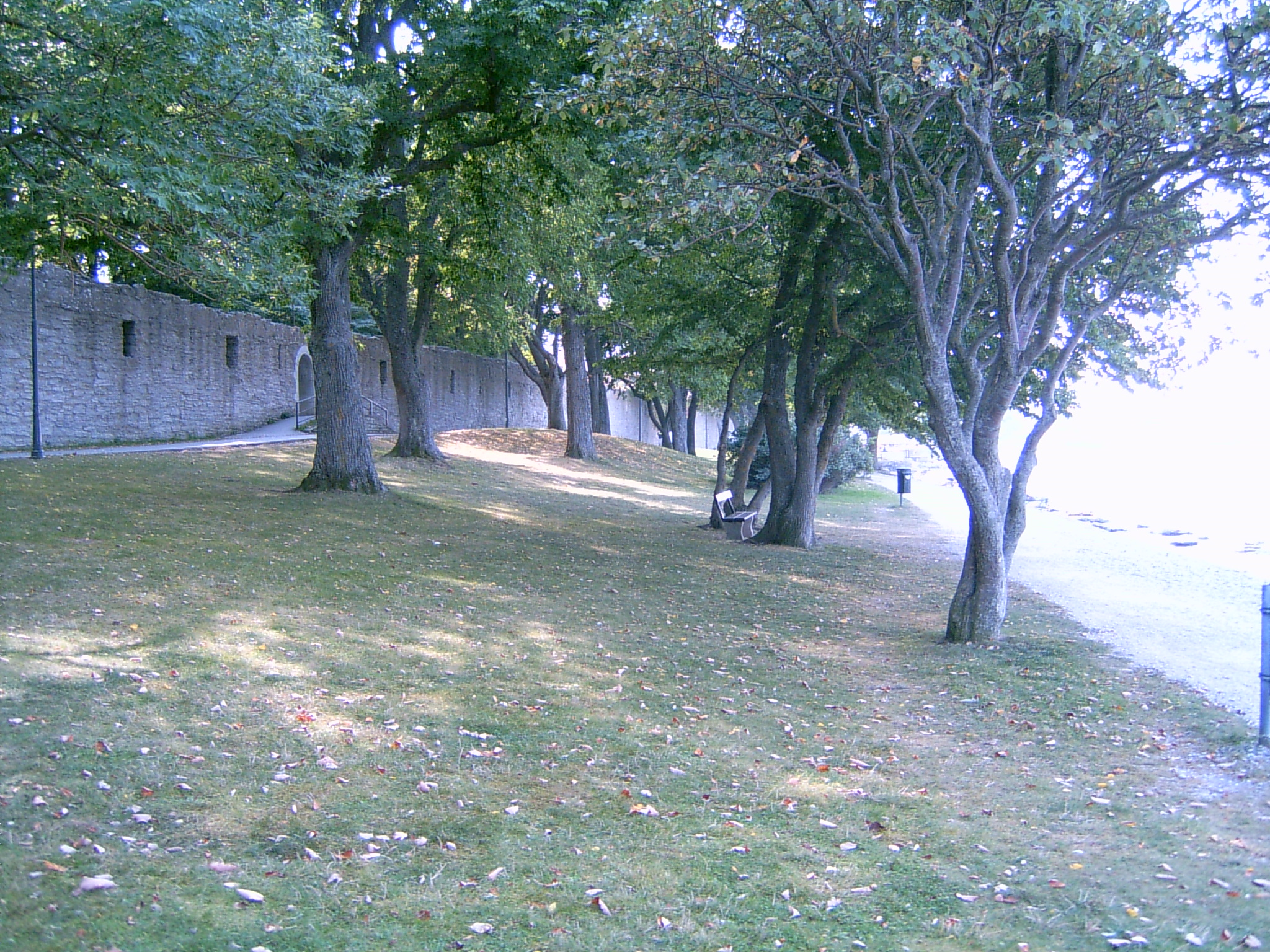
Strandpromenaden i Visby. Mot söder.
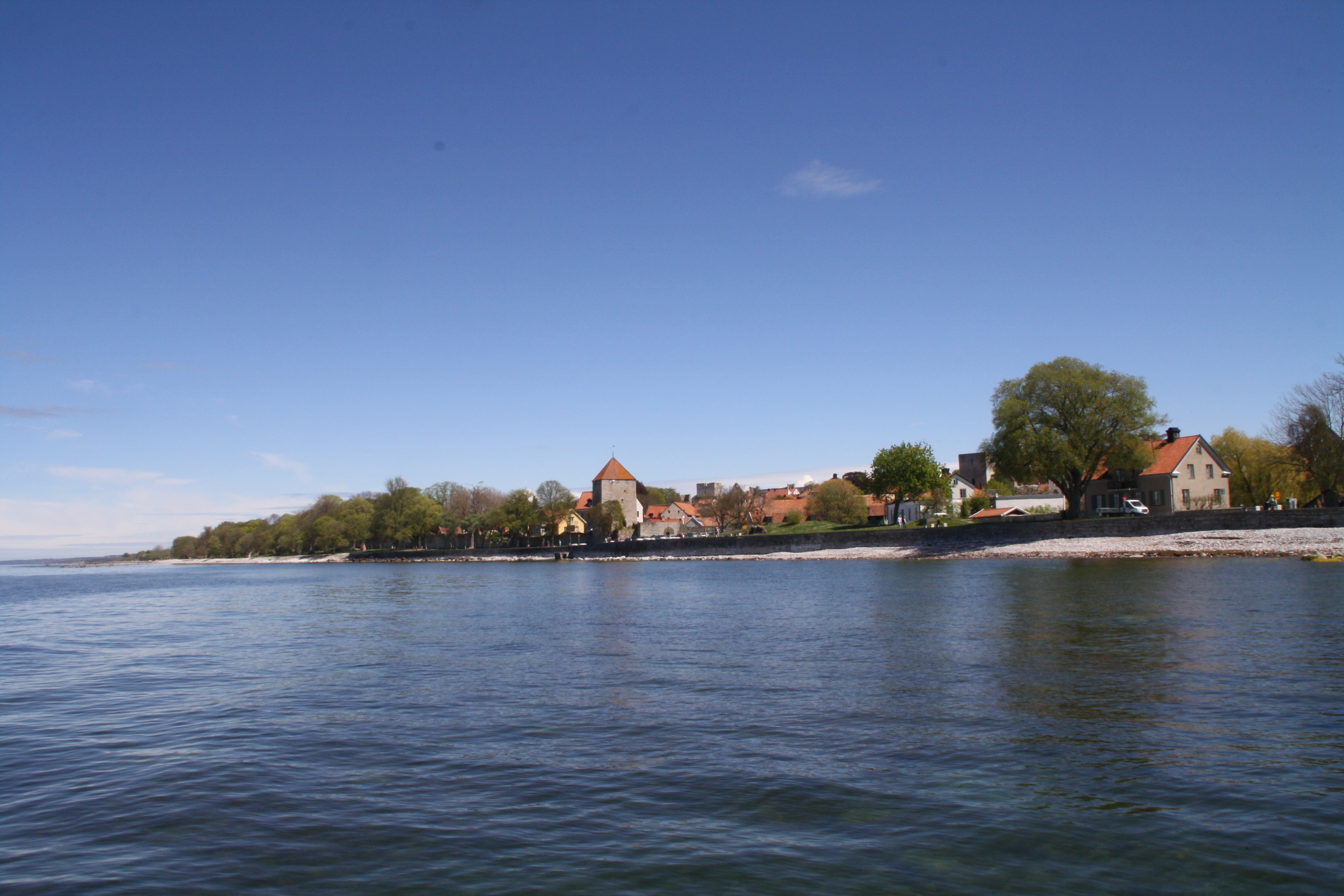
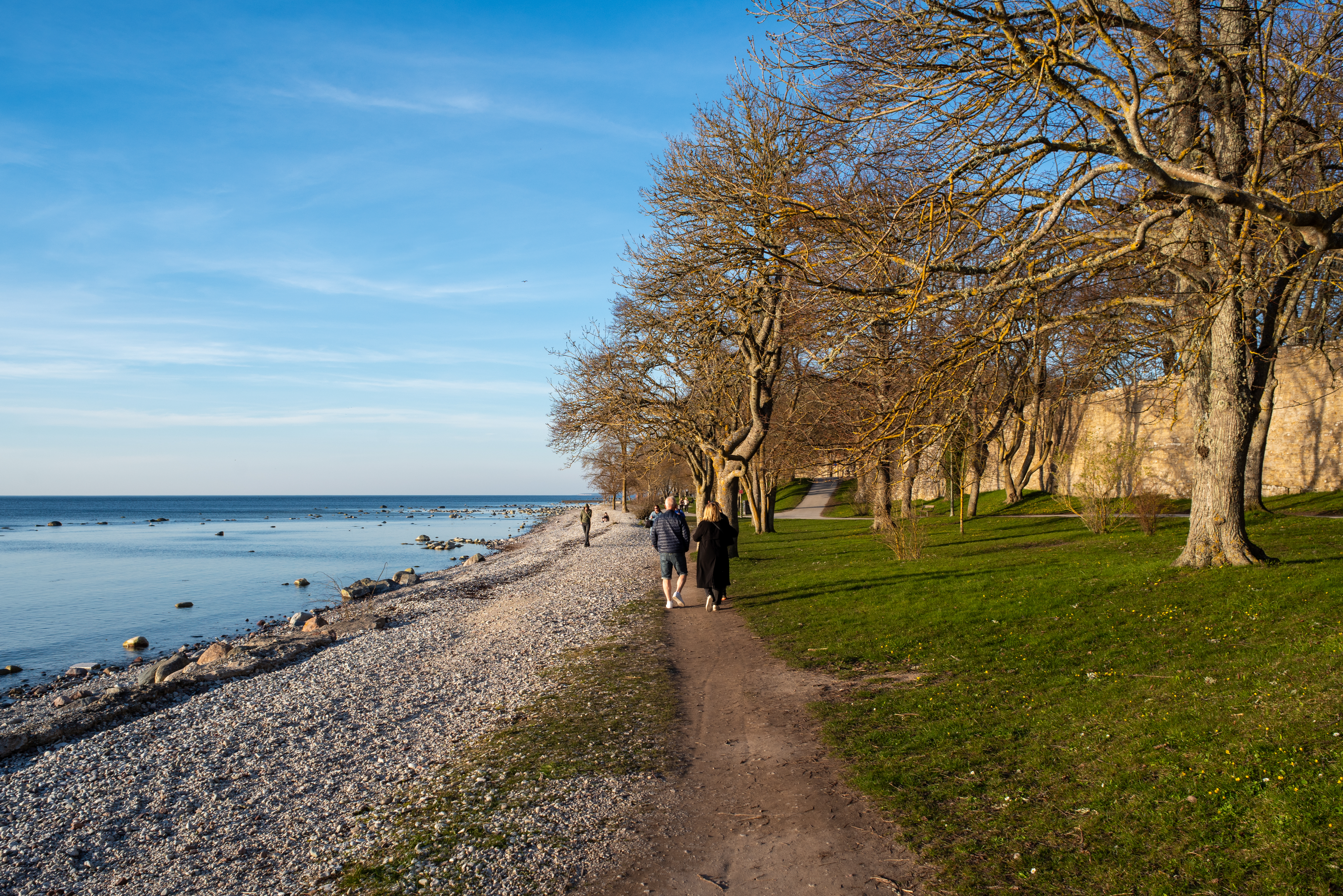
Strandpromenaden,vy mot norr.